# Cacomantis pallidus
El cuco pálido o cuclillo pálido (Cacomantis pallidus) es una especie de ave cuculiforme de la familia Cuculidae que vive en Oceanía.

## Distribución y hábitat

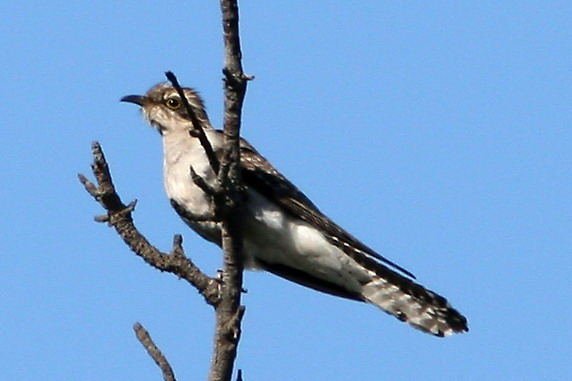
Juvenil.

Puede encontrarse en Australia, las islas menores de la Sonda más orientales y el sur de Nueva Guinea. Se han observado individuos divagantes en la isla de Navidad y Nueva Zelanda.
Su hábitat natural son los bosques tropicales y subtropicales tanto secos como húmedos. Aunque su población no ha sido cuantificada, se sospecha que está en auge considerándose una especie común.

## Puesta
Sus huevos pesan en torno a los 3,9 g y se incuban durante trece días.